# Spartakovci

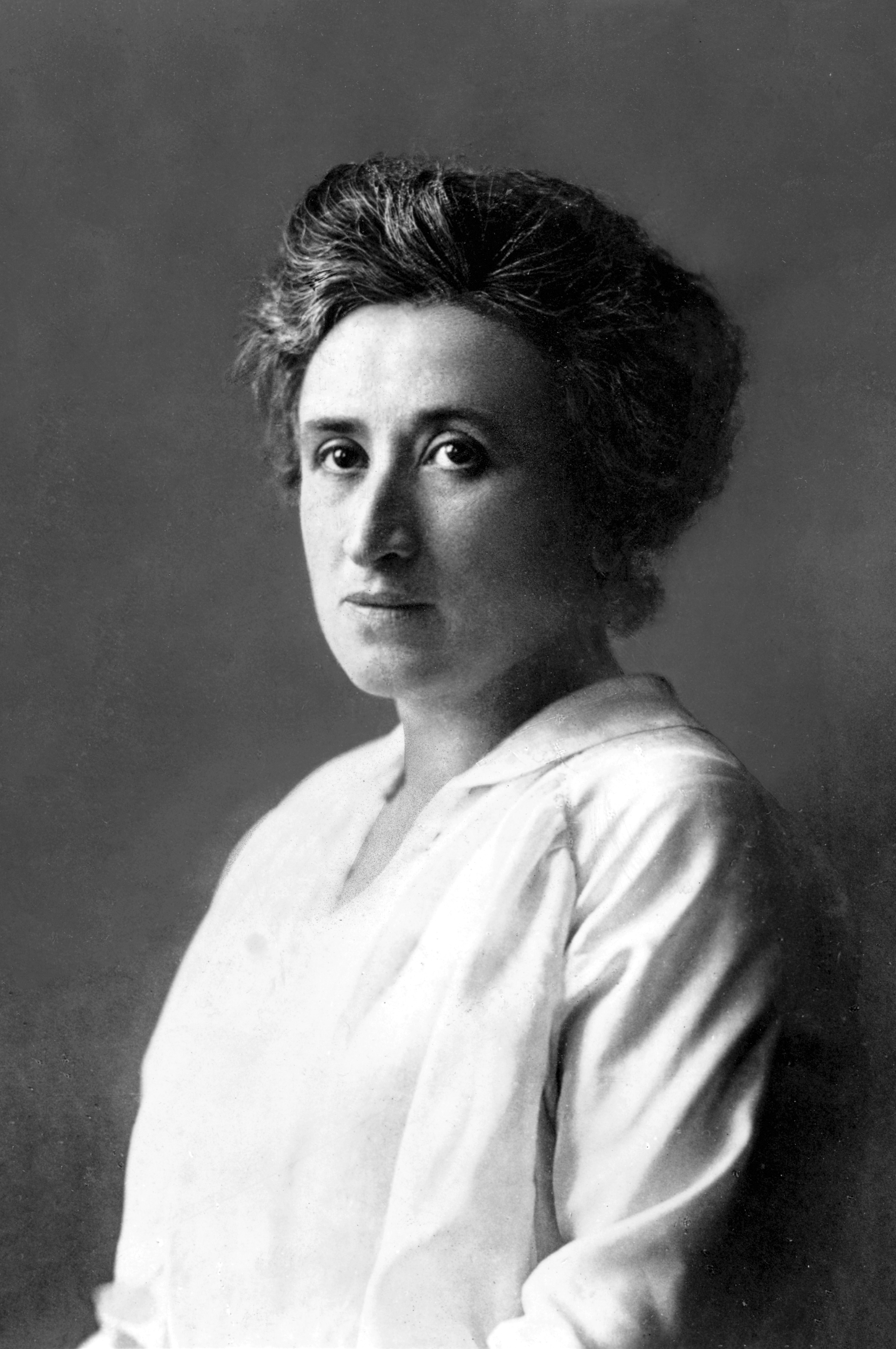
Rosa Luxemburg

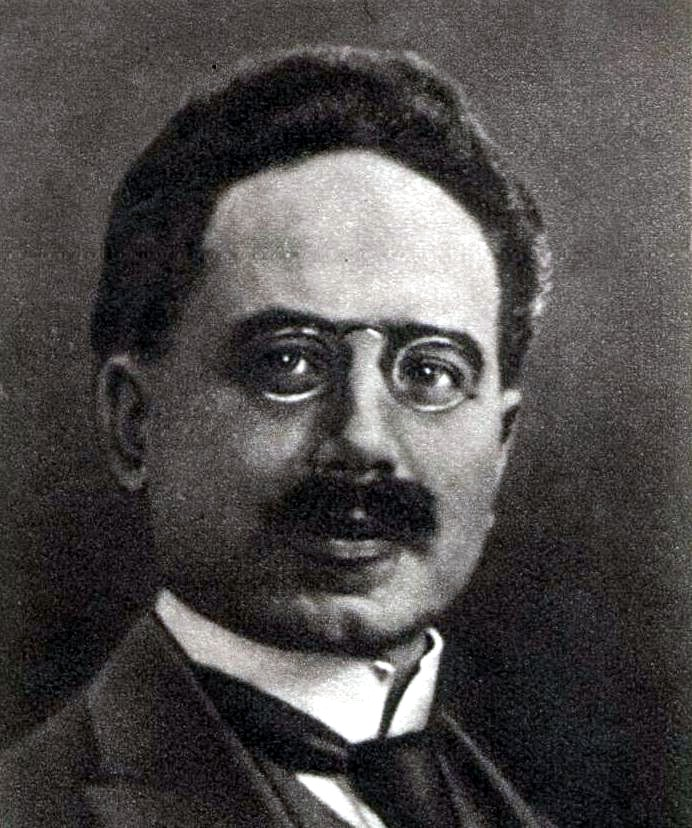
Karl Liebknecht

Svaz spartakovců, zkráceně spartakovci (německy Spartakusbund) byla německá ilegální skupina revolucionářů, která se pokusila v lednu 1919 provést převrat. Vedli ji Rosa Luxemburgová a Karl Liebknecht.

## Pokus o převrat
Po prohře v první světové válce se císařské Německo zhroutilo. Dne 9. listopadu 1918 se ministerským předsedou Výmarské republiky stal sociální demokrat Friedrich Ebert. Členové levicové části sociálně demokratické strany v Německu Rosa Luxemburgová a Karl Liebknecht utvořili revoluční skupinu Spartakovců, která se pokusila v lednu 1919 v Berlíně vyvolat povstání a převrat. Povstání spartakovců bylo se souhlasem vedení sociální demokracie rozdrceno vojenskými oddíly Freikorps. Luxemburgová i Liebknecht byli zajati a zavražděni.
Hnutí spartakovců bylo poté přejmenováno na Komunistickou stranu Německa.